# Nodul rutier Rosny
Nodul rutier de la Rosny este un important nod autorutier situat în departamentul Seine-Saint-Denis, în principal pe teritoriul comunei Rosny-sous-Bois, dar și pe cel al comunelor Noisy-le-Sec și Bondy. Acest nod, unul dintre cele mai importante din estul Parisului, asigură conexiunea între autostrăzile A3 și A86 (partea de sud), precum și cu ramficația A103.
Traficul este foarte intens în orele de vârf, nodul permițând accesul către nord-estul, estul și sud-estul aglomerației pariziene. De asemenea, aglomerația este accentuată de apropierea a două mari centre comerciale din regiune: Rosny 2 și Domus.
Construit în anii 1960, nodul rutier a fost dat în folosință în decembrie 1969, simultan cu primele tronsoane ale autostrăzilor A3, A86, precum și cu actuala A103 (care a făcut parte din A3 până în 1982), pe care le conectează între ele.
În 1983, apoi între 1986 și 1988, nodul rutier a fost lărgit și reorganizat la nivelul rampelor, pentru a face față creșterii traficului rutier, prin deschiderea unor noi rampe și închiderea altora, pentru a evita anumite conflicte de circulație.
O altă lărgire a avut loc și în 1998.

## Drumuri deservite
- A3: axa Paris (Porte de Bagnolet) – Lille/Aeroportul Internațional Paris–Charles de Gaulle;
- A86 (Sud): perifericul regiunii Île-de-France spre sud;
- A103: spre Le Raincy, Villemomble, Neuilly-Plaisance;
- RN 186: deservirea locală a Bondy și Rosny Sud prin bulevardul General-de-Gaulle;
- RD 116: strada Brément, bulevardul Alsace-Lorraine, deservirea Noisy și Rosny Nord.